# David Spinozza
David Spinozza (Port Chester, 8 de agosto de 1949) es un guitarrista y productor musical estadounidense. Trabajó con los antiguos miembros de The Beatles Paul McCartney y John Lennon durante la década de 1970, y tuvo una larga colaboración con el compositor James Taylor como productor de su álbum Walking Man.

## Biografía
Spinozza trabajó con Paul McCartney durante las sesiones de Ram en 1971. Cuando tuvo ocasión de trabajar con John Lennon dos años después, durante la grabación de Mind Games, Spinozza descubrió que Lennon no era consciente de que había trabajado anteriormente con McCartney, y tenía miedo de ser despedido si Lennon se enteraba, dada su reciente enemistad a raíz de la separación de The Beatles. Cuando Lennon supo su anterior trabajo, su único comentario fue: «McCartney sabe cómo elegir a la gente buena».
Spinozza también contribuyó a la grabación del álbum de Yoko Ono A Story, grabado en 1974 y publicado en 1998, sirvió como líder de banda durante una residencia en Kenny's Castaways, y ensayó con el grupo de Ono para salir de gira por Japón, pero se separó de la banda cuando comenzó la gira. Después de años sin comunicación entre ambos [cita requerida], Ono contactó con Spinozza a finales de la década de 1980 para pedirle permiso de publicar «It Happened», un tema de A Story que quería publicar como cara B del sencillo «Walking on Thin Ice», su tributo tras el reciente asesinato de Lennon. La canción fue finalmente publicada con una nueva coda grabada por Lennon y el grupo de Ono en Double Fantasy. Además de trabajar con Lennon y McCartney, Spinozza también grabó con Ringo Starr al participar en las sesiones de Ringo the 4th (1977). 
Un año después, tocó la guitarra acústica en la canción «Honesty», del álbum de Billy Joel 52nd Street, y publicó Spinozza, un álbum de estudio propio, en A&M Records. Spinozza también tocó el solo de guitarra en la canción de Dr. John «Right Place Wrong Time» y en el álbum de Paul Simon There Goes Rhymin' Simon. También contribuyó a la banda sonora de las películas Dead Man Walking, Happiness y Just the Ticket.

## Discografía
Con Rusty Bryant
- Until It's Time for You to Go

Con Richard Davis
- Dealin'

Con Art Farmer
- Yama

Con Yusef Lateef
- Hush 'N' Thunder

Con The Thad Jones/Mel Lewis Orchestra
- Consummation

Con Arif Mardin
- Journey

Con Shirley Scott
- ''Superstition